# Избирателна колегия (САЩ)
Избирателната колегия на САЩ (на английски: Electoral College) се състои от електори, назначени от всеки щат, които формално избират президента и вицепрезидента. От 1964 г. има по 538 електори във всеки президентски избори. Броят електори е равен на общия брой гласуващи членове на Конгреса на САЩ (съставен от 435 представители и 100 сенатори) плюс три електори от Окръг Колумбия. Член втори на Конституцията на САЩ специфицира колко електори се полагат на всеки щат и че законодателното събрание на всеки щат решава как неговите електори се избират. Територии на САЩ не са представени в Избирателната колегия. Избирателната колегия е пример за непреки избори, за разлика от преките избори от гражданите на САЩ (като за членове на Камарата на представителите).
Гласоподавателите във всеки щат и в Окръг Колумбия гласуват за електори, които да бъдат упълномощените конституционни участници в президентски избори. В ранната американска история някои щати делегират избора на електори на щатските законодателни събрания. Електорите са свободни да гласуват за всеки, годен да бъде президент, но на практика обещават да гласуват за определени кандидати и гласоподавателите подават гласове за предпочитани президентски и вицепрезидентски кандидати като гласуват за съответно обещалите електори. От електорите не се изисква от федерален закон да почетат обещания, но в огромното мнозинство от случаите гласуват за кандидатите, с които са свързани чрез обет. Много щати имат закони, предназначени да осигурят, че електорите ще гласуват, макар че конституционността на тези закони никога не е положително установена.
Дванадесетата поправка на Конституцията на САЩ предвижда всеки електор да подаде един глас за президент и един глас за вицепрезидент. Тя също определя как се избират президента и вицепрезидента. Двадесет и третата поправка на Конституцията определя колко електори има Окръг Колумбия.
Достойнствата на Избирателната колегия са противоречиви. Статия на Gallup от 2001 г. отбелязва, че „мнозинството американци открай време изразяват подкрепа за идеята за официална поправка на конституцията, която да позволи преките избори за президент“ от първото проучване още по въпроса през 1944 г. и Галъп не открива значителни промени през 2004 г. Критиците се аргументират, че Избирателната колегия е архаична, вродено недемократична и дава на определени суинг щати диспропорционално влияние при избирането на президент и вицепрезидент. Поддръжниците твърдят, че Избирателната колегия е важна, отличителна черта на федерализма в САЩ и че защитава правата на по-малките щати. Многобройни конституционни поправки са били подадени в Конгреса на САЩ, за да променят Електоралната колегия или да я заменят с пряко народно гласуване, но нито едно предложение не е преминало през Конгреса.